# Crusoe
 (avril 2009).
Si vous disposez d'ouvrages ou d'articles de référence ou si vous connaissez des sites web de qualité traitant du thème abordé ici, merci de compléter l'article en donnant les références utiles à sa vérifiabilité et en les liant à la section « Notes et références ».
Pour les articles homonymes, voir Crusoé.

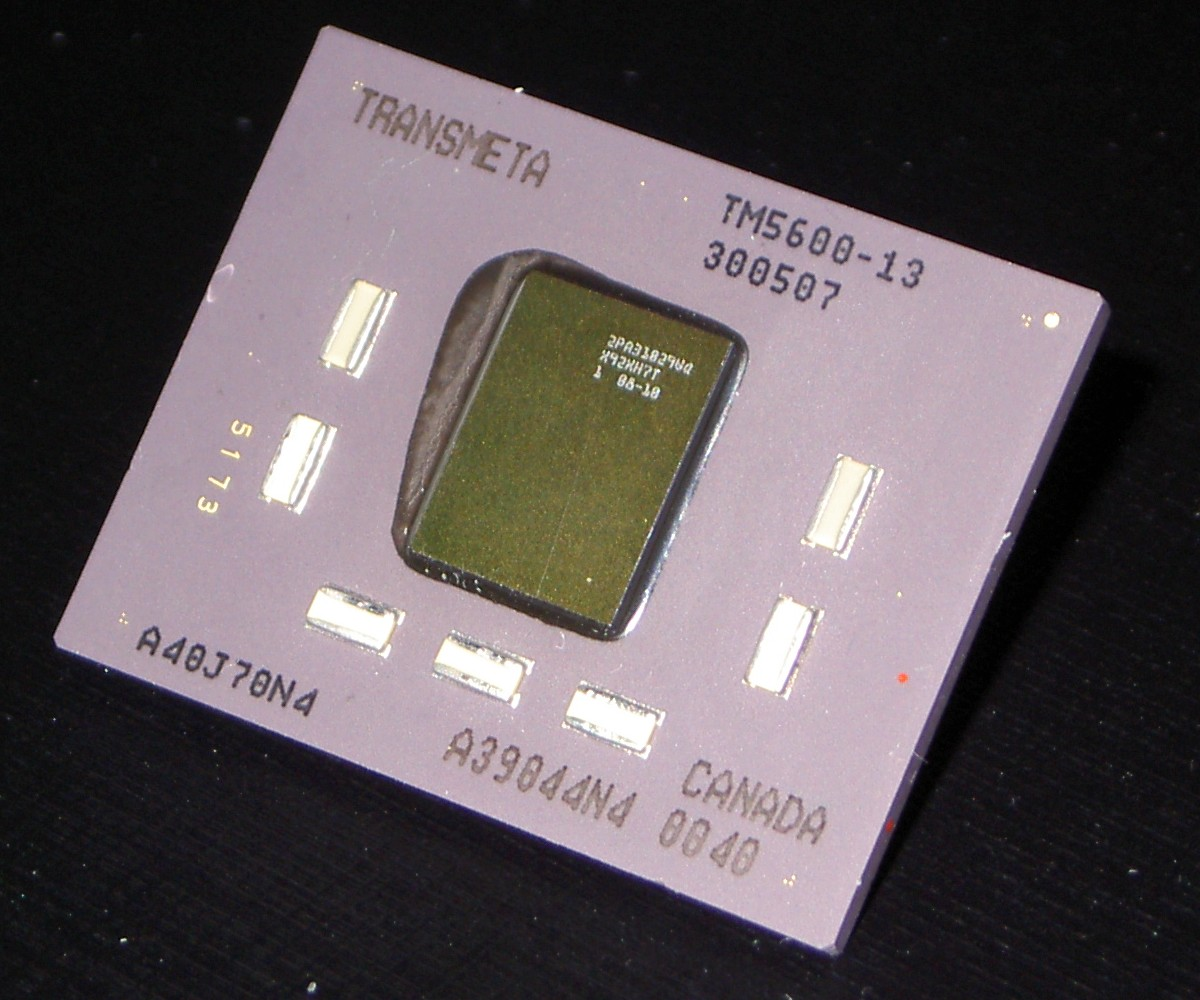
Crusoe

Crusoe est une famille de microprocesseurs de la société Transmeta, lancée en 2000. Ces microprocesseurs peuvent émuler différentes architectures de processeurs (ISA), notamment Intel x86. Un Crusoe dispose en matériel d'un cœur de processeur VLIW. Une couche logicielle reconfigurable traduit le code machine de l'architecture émulée en code machine de ce processeur VLIW.

## Un moteur decode morphing
Du point de vue matériel, un Crusoe est un processeur à 128 bits réalisant une architecture spécifique à mots d'instruction très longs (VLIW). Ce qui fait la spécificité du Crusoe est sa partie logicielle, un moteur dit de code morphing, qui assure l'émulation d'une architecture de processeur (ISA) déterminée par traduction de son code machine vers le cœur VLIW.
Par exemple, dans un Crusoe émulant un Pentium, le moteur de code morphing traduit les instructions x86 émises par les logiciels, pour les transformer en instructions VLIW que le processeur peut traiter. Afin de fournir de bonnes performances, le moteur de code morphing analyse les logiciels qu'il exécute, pour ne pas avoir à retraduire les parties de code les plus utilisées, gagnant ainsi en vitesse. Il a d'abord été adapté aux plateformes Intel[réf. nécessaire].
L'objectif de Transmeta était de parvenir à une meilleure efficacité énergétique que les réalisations d'Intel.

## L'accès mobile à Internet
Le cœur de cible déclaré de Crusoe est le marché émergent, mais prometteur, de l'accès mobile à l'Internet, que ce soit à travers un téléphone mobile amélioré, un ordinateur de poche du genre du Palm, une tablette sans fil ou un ordinateur portable. Comme le dit David Ditzel, PDG de Transmeta : « si ça comprend une pile et un navigateur web, ça tournera avec un Crusoe »[réf. nécessaire]. Ici, l'avantage de Crusoe est sa faible consommation électrique (environ 1 watt, contre 10 watts pour les processeurs Intel pour portables[réf. nécessaire]) et donc sa faible dissipation thermique : avantage de taille pour des matériels portables. Là encore, c'est le moteur de code-morphing qui entre en jeu, adaptant la vitesse du processeur et donc sa consommation à la charge du système.

## Spécifications et coût
Il existe deux modèles du processeur. Pour les applications légères et/ou de poche, le TM3120, qui sera cadencé à 333 et 400 MHz coûte entre 65 et 89 dollars. Le TM5400 affiche pour sa part jusqu'à 700 MHz au compteur, pour faire tourner des ordinateurs portables plus gourmands au prix de 119 à 329 dollars. À titre de comparaison, un processeur mobile Celeron à 333 MHz d'Intel coûtait, en septembre 1999, 106 dollars (693 F) l'unité, par lot de 1000[réf. nécessaire].
Côté technique, les processeurs sont gravés à 0,22 ou 0,18 micromètre, avec une mémoire cache de premier niveau variant entre 96 et 128 Ko, le Crusoe 5400 embarquant en outre 128 Ko de cache de second niveau. Pas de mémoire Rambus, les mémoires SDR et DDR étant moins coûteuses et plus disponibles.
Transmeta s'est arrêté à la conception du Crusoe, sa production sera assurée par IBM. En effet, IBM a accès, par des accords de licenceS croisées, à une bonne partie des technologies contenues dans les processeurs d'Intel.

## Réaction des constructeurs de PC
Diamond Multimedia, spécialiste des processeurs graphiques, mais aussi promoteur du baladeur numérique Rio, a ainsi annoncé avoir signé avec Transmeta avec pour projet l'intégration du Crusoe dans des tablettes tactiles sans fil, sans pour autant confirmer si les prototypes montrés lors de la conférence de lancement étaient bien les siens[réf. nécessaire]. Un représentant de Compaq a néanmoins confirmé son intérêt pour le processeur[réf. nécessaire] et le constructeur promet que les noms de ses autres partenaires ne devraient plus rester secret bien longtemps[réf. nécessaire].

## Quid de la vélocité réelle des Crusoe?
Plutôt que d'afficher des résultats de benchmarks standards, Transmeta n'a publié que des chiffres pas forcément très parlants, pondérant performances et consommation d'énergie, tout en proposant dans un long document un nouveau standard de test des plateformes mobiles[réf. nécessaire]. Pas facile alors de séduire une industrie littéralement accro aux tests de vitesse.
Selon Joséphine Mong, analyste chez IDC, « Transmeta a peut-être de très bonnes raisons d'utiliser ses propres benchmarks, mais il leur sera difficile de convaincre quiconque dans l'industrie que leurs prétentions tiennent la route s'ils ne les appuient pas avec des benchmarks standards »[réf. nécessaire]. Pour l'analyste, « La technologie de Crusoe est formidable mais ne représente pas une menace immédiate pour Intel »[réf. nécessaire].

## La concurrence de Intel
Ainsi, si ce dernier pourra intégrer les extensions MMX, il ne devrait pas, pour le moment, supporter les nouvelles instructions Single Instruction Multiple Data (SIMD), destinées aux applications multimédias, introduites avec le Pentium III. Les logiciels exploitant les fonctions SIMD du Pentium III sont rares (à peu près aussi nombreux que ceux qui, en leur temps, exploitaient la révolution MMX)[réf. nécessaire].

## Cinq ans de travail silencieux
Le lancement du Crusoe 5400 est l'aboutissement de presque cinq ans d'efforts, conduits dans le plus grand secret - si l'on met de côté les fuites multiples des derniers mois de 1999. Selon son PDG, « Si Linus [ndlr : Torvalds] n'avait pas été impliqué dans le projet, nous aurions pu garder le secret jusqu'au bout »[réf. nécessaire]. Pour les 200 employés, la fin du secret ressemble à un soulagement : Comme l'expliquait un ingénieur présent au lancement, « J'ai dû faire signer des accords de confidentialité à mon épouse et à mon frère pour pouvoir leur dire de temps en temps ce que je faisais de mes journées au bureau »[réf. nécessaire]. Après avoir englouti plus de cent millions de dollars dans le projet Crusoe[réf. nécessaire].

## Différents modèles
Modèles TM5400
- Technologie 0.18 micromètres (µm).
- 500-700 MHz - cache d'instructions de niveau 1 de 64 Kio, cache de données de niveau 1 de 64 Kio, cache de niveau de 2 de 256 Kio.
- C-DVD=1.27 W C-MP3=0.53 W.
- Nota : C-DVD : consommation énergie cœur du processeur quand lecture DVD, etc.

Modèles TM5500
- Technologie 0.13 micromètres (µm)
- 667 à 800 MHz - cache d'instructions de niveau 1 de 64 Kio, cache de données de niveau 1 de 64 Kio, cache de niveau de 2 de 256 Kio.
- C-DVD=1.05W C-MP3=0.42 W

Modèles TM5600
- Technologie 0.18 µm – surface 88 mm²
- 500 à 700 MHz - cache d'instructions de niveau 1 de 64 Kio, cache de données de niveau 1 de 64 Kio, cache de niveau de 2 de 512 Kio.
- C-DVD(core)=1.27W C-MP3(core)=0.53W

Modèle TM5800
- Technologie 0.13 µm – surface 55 mm²
- 667 à 800 MHz - cache d'instructions de niveau 1 de 64 Kio, cache de données de niveau 1 de 64 Kio, cache de niveau de 2 de 512 Kio.
- C-DVD=1.05 W C-MP3=0.42 W